# Lennart Åberg

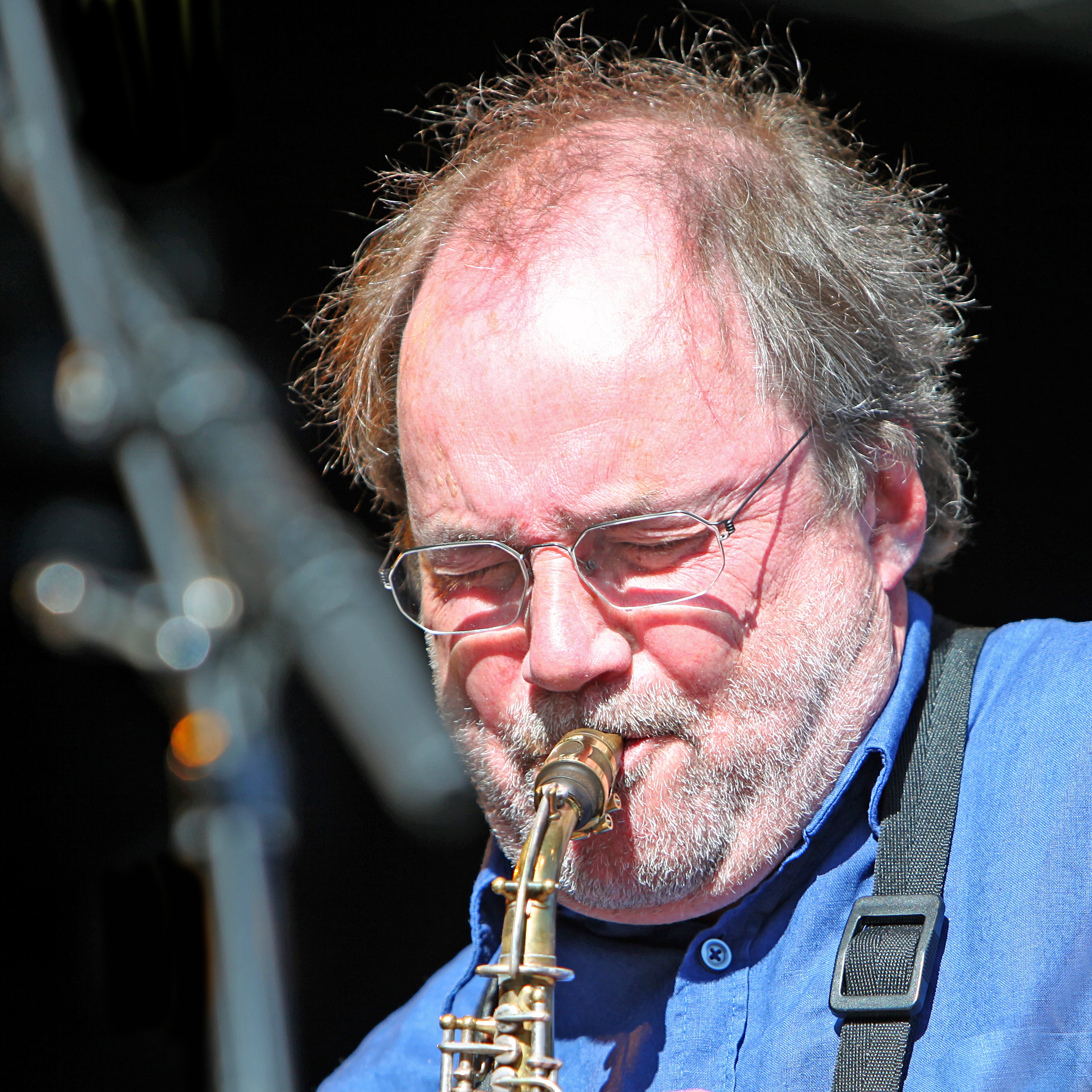
Lennart Åberg (2009)

Lennart Åberg (* 26. Februar 1942 in Helsingborg; † 30. September 2021) war ein schwedischer Jazzmusiker (Saxophone, Flöte, Komposition).

## Leben und Wirken
Åberg spielte ab 1960 in der Kurt Järnberg Band, dann während des Studiums in Uppsala in der Band von Bosse Broberg, mit dem er auch ein Quintett leitete, sowie bei Rolf Lindell und Gugge Hedrenius. 1966 wurde er Mitglied der schwedischen Radiojazzgroup, deren künstlerischer Leiter er zeitweise war und an deren Aufnahmen er beteiligt war (Terje Rypdal Odyssey: In Studio & In Concert).
1972 war er eines der Gründungsmitglieder der Fusion-Group Rena Rama. Er leitete ein eigenes Quartett und eine eigene Bigband (Alben Partial Solar Eclipse auf JAPO 1977, Green Prints, Caprice 1986, Seven Pieces, Phono Suecia, 2000), für die er auch komponierte.
Åberg spielte mit Jazzmusikern wie George Russell, dem Red Mitchell Quartett, Bob Brookmeyer, Don Cherry, Clark Terry, Kenny Wheeler, Billy Hart, John Scofield, Palle Mikkelborg und Carla Bley. Weiter spielte er in Bosse Brobergs Nogenjo, im Quartett von Arne Domnérus, in Okay Temiz’ Gruppe Oriental Wind und auf Aufnahmen von Björn J:son Lindh.

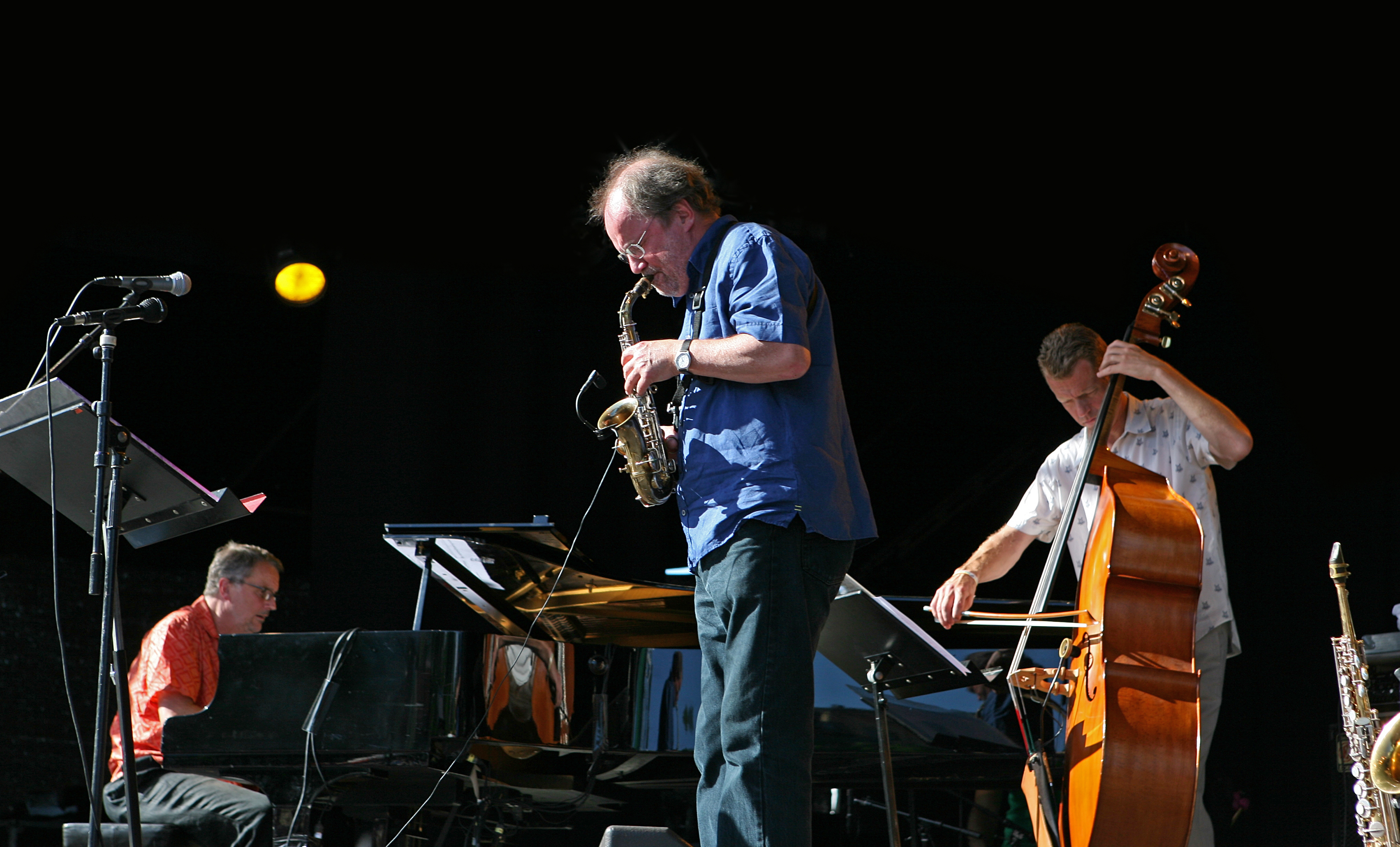
Lennart Åberg mit Band (Stockholm Jazz Festival 2009)

Er unterrichtete Jazzgeschichte an der Königlichen Musikhochschule (KMH) in Stockholm. 2002 erhielt er den Django d’Or (Schweden) als Contemporary Star of Jazz, 2008 den Lars-Gullin-Preis. 2007 wurde er mit dem Jazzpreis der Königlich Schwedischen Musikakademie ausgezeichnet.

## Diskographische Hinweise
- Partial Solar Eclipse (Japo, 1977)
- Don Cherry, Lennart Åberg, Bobo Stenson, Anders Jormin, Anders Kjellberg, Okay Temiz: Dona Nostra (ECM, 1994)
- 7 Pieces (Phono Suecia, 2000)
- Bobo Stenson/Lennart Åberg (Amigo, 2003)
- Lennart Åberg with Peter Erskine, Special Guest Palle Mikkelborg: Free Spirit (Amigo, 2006)
- Lennart Åberg & Norrbotten Big Band: Up North (Caprice Records, 2007)